# Helle rufescens
Helle rufescens är en tvåvingeart som beskrevs av Enrico Adelelmo Brunetti 1926. Helle rufescens ingår i släktet Helle och familjen kulflugor. Inga underarter finns listade i Catalogue of Life.